# Даудл, Джон Эрик
Джон Эрик Даудл (англ. John Erick Dowdle, 21 декабря 1972) — американский режиссёр и сценарист. Обычно он работает со своим братом Дрю Даудлом в качестве продюсера и сценариста.

## Ранняя жизнь
Даудл вырос в городах Миннесоты. После окончания Академии Св. Тома, все мальчики, военная, католическая средняя школа, Даудл переехал в Айова-Сити, штат Айова, чтобы посетить Университет Айовы. Там он перешел от фильма к фильму. Два года спустя Даудл перебрался в Манхэттен, чтобы принять участие в кинопрограмме.

## Карьера
После окончания Нью-Йоркского университета, Даудл переехал в Лос-Анджелес, чтобы продолжить карьеру в кино. Даудл снял свой первый фильм «Full Moon Rising» в 1996 году. Для его второкурсника, «Сухое заклинание», к Даудлу присоединился его младший брат Дрю, который был продюсером фильма. Сейчас они живут в Лос-Анджелесе, работая вместе как «Братья Даудл».
С его братом Дрю Даудлом в качестве продюсера и сценариста Джона Эрика Доудла, снял фильмы ужасов Карантин, Дьявол, основанный на сборнике рассказов М. Найт Шьямалана, и Париж. Город мёртвых, а также триллер 2015 года Выхода нет, в главных ролях Оуэн Уилсон и Пирс Броснан.
Он был объявлен, чтобы снять адаптацию фильма к роману Джека Килбурна «Боялся».
В 2017 году Даудл совместно со своим братом создал мини-сериал «Трагедия в Уэйко», который вышел в эфир на канале Paramount Network в 2018 году.
В марте 2018 года братья Даудл заявили, что они разрабатывают фильм или презентацию с основным кабелем об обозревателе журналов Дороти Килгаллен, который умер в 1965 году в условиях, которые, как они утверждают, никогда не были удовлетворительно разрешены.

## Личная жизнь
Даудл женат на Стейси Чбоски. Брат Стейси - автор и режиссер Стивен Чбоски.

## Фильмография

### Фильмы
| Год  | Фильм                | Режиссёр | Продюсер | Сценарист | Монтажёр | Примечания                                         |
| ---- | -------------------- | -------- | -------- | --------- | -------- | -------------------------------------------------- |
| 1996 | Full Moon Rising     | Да       | Да       | Да        |          |                                                    |
| 2005 | The Dry Spell        | Да       |          | Да        | Да       | Номинация-Гран-при жюри на кинофестивале Slamdance |
| 2007 | Плёнки из Поукипзи   | Да       |          | Да        | Да       |                                                    |
| 2008 | Карантин             | Да       |          | Да        |          |                                                    |
| 2010 | Дьявол               | Да       |          |           |          |                                                    |
| 2014 | Париж. Город мёртвых | Да       |          | Да        |          |                                                    |
| 2015 | Выхода нет           | Да       |          | Да        |          |                                                    |

### Сериалы
| Year | Title            | Режиссёр | Сценарист | Продюсер |
| ---- | ---------------- | -------- | --------- | -------- |
| 2018 | Трагедия в Уэйко | Да       | Да        | Да       |